# .ag
.ag는 앤티가 바부다의 인터넷 국가 코드 최상위 도메인이다.

## 2차, 3차 도메인 등록
2차 도메인은 .ag 아래에 직접 주어지며, 3차 도메인은 아래와 같이 주어진다.
- .com.ag 또는 .co.ag(상업 단체용)
- .org.ag (조직, 특히 비영리 단체용)
- .net.ag(네트워크 운영자/공급업체용)
- .nom.ag (개인용)

등록할 수 있는 사람에는 제한이 없다.